# Michael Papajohn
Michael „Mike“ Papajohn (* 7. November 1964 in Birmingham, Alabama) ist ein US-amerikanischer Schauspieler und Stuntman.

## Leben
Papajohn besuchte die Vestavia Hills High School, die er 1983 verließ. Später studierte er an der Louisiana State University. Dort war er im Baseball-Team. 1987 war er das Stuntdouble von Dennis Quaid.
Während der Dreharbeiten zu 3 Engel für Charlie wurde Papajohn mit einem Stöckelschuh von Cameron Diaz in den Kiefer getreten. Er befand sich in einer Notaufnahme und musste angeben, dass er kein Opfer häuslicher Gewalt wurde, sondern es sich um einen Arbeitsunfall handele. In Spider-Man von 2002 und Spider-Man 3 von 2007 spielt er die gleiche Rolle. Er hatte auch eine Rolle in The Amazing Spider-Man.
Er spielte mit Actionfilm-Darsteller wie Arnold Schwarzenegger, Bruce Willis, Jean-Claude Van Damme und Jason Statham zusammen und war in einigen Verfilmungen von Marvel-Comics zu sehen.
2001 produzierte er den Film Rustin, der Festivalpreise gewann.
Papajohn ist seit dem 1. Oktober 2005 verheiratet und hat ein Kind.

## Filmografie (Auswahl)
- 1990: Predator 2
- 1991: Last Boy Scout – Das Ziel ist Überleben (The Last Boy Scout)
- 1992: The Babe – Ein amerikanischer Traum (The Babe)
- 1992: Mr. Baseball
- 1994: Little Big Boss (Little Big League)
- 1995: Jagd in der grünen Hölle (Dominion)
- 1995: Der Indianer im Küchenschrank (The Indian in the Cupboard)
- 1995: Wild Bill
- 1996: Naked Souls
- 1996: Eraser
- 1997: Spawn
- 1998: Practice – Die Anwälte (The Practice) (Fernsehserie, Episode 2x15)
- 1998: Skyjacker – Jagd in den Wolken (The Perfekt Getaway)
- 1998: My Giant – Zwei auf großem Fuß (My Giant)
- 1998: Detached (Kurzfilm)
- 1999: Inferno
- 1999: Aus Liebe zum Spiel (For Love of the Game)
- 1999: Impala (Kurzfilm)
- 2000: Diagnose: Mord (Diagnosis Murder) (Fernsehserie, Episode 7x23)
- 2000: 3 Engel für Charlie
- 2000–2001: V.I.P. – Die Bodyguards (V.I.P.) (Fernsehserie, 3 Episoden, verschiedene Rollen)
- 2001: Animal – Das Tier im Manne (The Animal)
- 2001: Rustin
- 2001: Port Charles (Fernsehserie, 3 Episoden)
- 2001–2004: Lady Cops – Knallhart weiblich (The Division) (Fernsehserie, 3 Episoden, verschiedene Rollen)
- 2002: Whacked!
- 2002: Spider-Man
- 2002: Alle lieben Raymond (Everybody Loves Raymond) (Fernsehserie, Episode 7x09)
- 2002: Hot Chick – Verrückte Hühner (The Hot Chick)
- 2003: Extreme Rage
- 2003: Hulk
- 2003: Terminator 3 – Rebellion der Maschinen (Terminator 3: Rise of the Machines)
- 2003: S.W.A.T. – Die Spezialeinheit (S.W.A.T.)
- 2003: The Handler (Fernsehserie, Episode 1x10)
- 2003: Haus aus Sand und Nebel (House of Sand and Fog)
- 2004: The Last Shot – Die letzte Klappe (The Last Shot)
- 2004: Without a Trace – Spurlos verschwunden (Without a Trace) (Fernsehserie, Episode 3x10)
- 2005: The Shield – Gesetz der Gewalt (The Shield) (Fernsehserie, Episode 4x01)
- 2005: Spiel ohne Regeln (The Longest Yard)
- 2005: Domino
- 2005–2006: Nemesis – Der Angriff (Threshold) (Fernsehserie, 2 Episoden)
- 2006: CSI: Miami (Fernsehserie, Episode 4x16)
- 2006: In Justice (Fernsehserie, Episode 1x11)
- 2006: Larry the Cable Guy: Health Inspector
- 2006: How to Go Out on a Date in Queens
- 2007: Spider-Man 3
- 2007: Delta Farce
- 2007: Stirb langsam 4.0 (Live Free or Die Hard)
- 2007: Ich weiß, wer mich getötet hat (I Know Who Killed Me)
- 2007: Black Friday (Fernsehfilm)
- 2007–2009: The Unit – Eine Frage der Ehre (The Unit) (Fernsehserie, 2 Episoden, verschiedene Rollen)
- 2008: Superhero Movie
- 2008: Der Ja-Sager (Yes Man)
- 2009: CSI: NY (Fernsehserie, Episode 5x14)
- 2009: Castle (Fernsehserie, Episode 1x07)
- 2009: Terminator: Die Erlösung (Terminator Salvation: The Future Begins)
- 2009: Die fast vergessene Welt (Land of the Lost)
- 2009: Transformers – Die Rache (Transformers: Revenge of the Fallen)
- 2009: G-Force – Agenten mit Biss (G-Force)
- 2009: True Blood (Fernsehserie, Episode 2x08)
- 2010: Jonah Hex
- 2011: Drive Angry
- 2011: Bones – Die Knochenjägerin (Bones) (Fernsehserie, Episode 6x15)
- 2011: The Hit List
- 2011: Bird Dog (Fernsehfilm)
- 2012: Das gibt Ärger (This Means War)
- 2012: For the Love of Money
- 2012: The Amazing Spider-Man
- 2012: The Dark Knight Rises
- 2012: Das Bourne Vermächtnis
- 2013: Gangster Squad
- 2013: Flying Monkeys (Fernsehfilm)
- 2013: Gangster Chronicles
- 2013: Escape Plan
- 2013: Occult (Fernsehfilm)
- 2013: Bering Sea Beast (Fernsehfilm)
- 2013: Homefront
- 2013–2015: Banshee – Small Town. Big Secrets. (Banshee) (Fernsehserie, 2 Episoden, verschiedene Rollen)
- 2014: Devil’s Due – Teufelsbrut (Devil’s Due)
- 2014: Revolution (Fernsehserie, Episode 2x12)
- 2014: Tokarev – Die Vergangenheit stirbt niemals (Rage)
- 2014: Category 5 (Fernsehfilm)
- 2014: Planet der Affen: Revolution (Dawn of the Planet of the Apes)
- 2014: Get on Up
- 2014: Nightcrawler – Jede Nacht hat ihren Preis (Nightcrawler)
- 2014: Selma
- 2014–2015: Nashville (Fernsehserie, 4 Episoden)
- 2015: Wild Card
- 2015: Navy CIS: New Orleans (NCIS: New Orleans) (Fernsehserie, Episode 1x15)
- 2015: Jurassic World
- 2015: American Ultra
- 2015: Blunt Talk (Fernsehserie, Episode 1x01)
- 2015: Nocturna
- 2016: Hap and Leonard (Fernsehserie, Episode 1x04)
- 2016: Cold Moon
- 2016: Ozark Sharks
- 2016: Indecent Justice
- 2016: Jack Reacher: Kein Weg zurück (Jack Reacher: Never Go Back)
- 2016: Quarry (Fernsehserie, 2 Episoden, verschiedene Rollen)
- 2016: Live by Night
- 2016: My Many Sons
- 2017: Vengeance – Pfad der Vergeltung (Vengeance: A Love Story)
- 2017: Jeepers Creepers 3
- 2017: Sex Guaranteed
- 2017: Hangman – The Killing Game (Hangman)
- 2017: Family of Lies (Fernsehfilm)
- 2018: Criminal Squad (Den of Thieves)
- 2018: Jurassic World: Das gefallene Königreich (Jurassic World: Fallen Kingdom)
- 2018: Reborn
- 2019: True Detective (Fernsehserie, Episode 3x02)
- 2019: Welcome to Acapulco
- 2019: Rim of the World
- 2019: The Friend
- 2019: Black and Blue
- 2019: On Becoming a God in Central Florida (Fernsehserie, Episode 1x06)
- 2020: Unhinged – Außer Kontrolle (Unhinged)